# Pentachondra
Pentachondra je rod rostlin náležící do čeledi vřesovcovité. Rod zahrnuje 4 druhy a je rozšířen v jihovýchodní Austrálii a na novém Zélandu.

## Druhy
- Pentachondra dehiscens
- Pentachondra ericaefolia
- Pentachondra ericifolia
- Pentachondra involucrata
- Pentachondra javanica
- Pentachondra mucronata
- Pentachondra pumila
- Pentachondra rubra
- Pentachondra vaccinioides
- Pentachondra verticillata